# Ilex omeiensis
Ilex omeiensis är en järneksväxtart som beskrevs av Hu Hsien-Hsu och T. Tang. Ilex omeiensis ingår i släktet järnekar, och familjen järneksväxter. Inga underarter finns listade i Catalogue of Life.